# Палацово-парковий комплекс Дзяконських
Палацово-парковий комплекс Дяконських (біл. Палацава-паркавы комплекс Дзяконскіх) — руїни садибно-палацового комплексу у селі Каштанівка Пружанського району Брестської області. Розташований за 7 км від Пружанова за 73 км від Бреста. Загальна площа забудови складає 989 м². Охороняється державою.

## Історія
Будівництво садиби на краю стародавнього села Чахець e першій половині XIX століття розпочав пружанський повітовий суддя Михайло Булгарин. Тут налічувалося 821 селян-чоловіків та 825 селянок-жінок; окрім одноповерхового житлового будинку, у Чахці були бібліотека, флігель, будинок економа, пральня, кухня, льодівня, льохи для зерна та городини, парова винокурня, солодівня, оранжерея, гумно, тваринний двір, вівчарня, стайня з каретами, валовник, свинарник, хліви, 2 вітряні млини і 2 кінні, корчма з гостинним двором.
Наступними власниками були Керназицькі, від яких у Чахівець як посаг при шлюбі Марії Керназицької перейшов до Альбіна Дяконського. За його господарювання змінився зовнішній вигляд садибного будинку: до нього було прибудовано двоповерхове бокове крило. Будинок був одноповерховий, прямокутний у плані, цегляний на високому підмурку, довжиною 36 м. По кутах він був прикрашений пілястрами та канелюрами, під вікнами по усьому периметрі були прорізані круглі отвори для вентиляції. З боку парадного фасаду знаходився ґанок, а з паркового — велика веранда, обвита виноградом, та сходи. Внутрішнє планування кімнат анфіладне, двері різні, підлога паркетна (на веранді кахляна з орнаментами та вензелями), меблі були стародавніми, печі-галяндки — кафляними.
Альбін Дяконський впорядкував ліс біля палацу, переробивши його на пейзажний парк. Тут була проведена меліорація, викопані канали, встановлені шлюзи, розставлені сажалки. Площа парку складала 10 га. З південно-західного боку були великі насадження листовниці польської, вздовж доріжок росли бузок та черемха.
Від Альбіна садиба дісталася його синові Мар'янові і його дружині Яніні з Корсаків. У 1890 році власницею була Марія Дяконська.
Після смерті Мар'яна Дяконського у 1921 році останніми власниками Чахцю став його єдиний син Януш, який в 1920 році одружився з Марією з Одів. Взимку у їхньому палаці влаштовували бали, на свята запрошували циган. У маєтку був навіть телефон — рідкісна річ для тих часів. З приходом Союзу Януш був репресований, і його доля після 1940 була невідома. Через деякий час Марія з дочкою Яніною виїхала у Варшаву, а під час війни — в Аргентину.

## Опис
Більша частина коштовностей палацу — художні полотна, стародавні меблі, срібні вироби, книги — були втраченими під час воєн. У радянську добу у садибі знаходився ринок, органи місцевого господарства. З 1996 року палац був покинутим, зараз перебуває в напівзруйнованому стані. З господарчих будівель залишився лише будинок винокурного заводу.

### Парк
В основу композиції пейзажної частини покладено принцип далекої перспективи. Його передній план складав парковий портрет, середній — витягнута вздовж осі велика відкрита галявина. Вісь перспективи закінчувалася водяною системою з двох сажалок, протокою з мостами, великим пагорбом.
У великому масиві дерев з південно-західного боку залишилися окремі екземпляри рідкісних видів дерев: американський в'яз, веймутова сосна, бук, граб, чорна вільха, дуб та інші. Багато дерев мають вік близько 200 років. Це єдина пам'ятка в Білорусі, де збереглися листовниці польські (висота — більше 30 м). Найстаріше дерево парку — дуб черещатий із стовбуром діаметром 146 см. Ясени мають висоту до 35 м та діаметр стовбура 102 см; буки діаметром стовбурів 66-98 см; в'яз американський висотою більше 20 метрів та діаметром стовбура 90 см. Неподалік від палацу знаходиться валун, оформлений у вигляді фітеля.
У радянський час парк також постраждав. Через негосподарське відношення парк заріс та здичавів, поступово викорчовувався та засаджувався городами, канали та сажалки оміліли.

### Сучасний стан
Декілька років тому відділ культури Пружанського районного виконавчого комітету передав об'єкт у безкоштовне використання місцевому підприємцеві Івану Мартинюку для відновлення садиби.
Однак у 2012 році Міністерство культури розпочало спробу реалізації покинутих садиб через агенції нерухомості, і садиба Дяконських «Чахець» потрапила у цей список.